# Härja distrikt
Härja distrikt är ett distrikt i Tidaholms kommun och Västra Götalands län. 
Distriktet ligger söder om Tidaholm. 

## Tidigare administrativ tillhörighet
Distriktet inrättades 2016 och utgörs av socknen Härja i Tidaholms kommun.
Området motsvarar den omfattning Härja församling hade vid årsskiftet 1999/2000.